# 伞状组织
伞状组织（英語：umbrella organization）是一组（通常是相关的、特定行业的）机构的联合体，这些机构通过建立伞状组织，形成正式合作关系，以协调活动或共享资源。在商业、政治以及其他领域中，伞状组织为下级组织提供资源和身份。在这种安排中，伞状组织有时会在一定程度上对其管理的群体负责。伞状组织在合作社和民间社会中扮演了重要角色，并可以代表其成员响应某种倡议或参加集体谈判。